# Coupe de Belgique de football 1981-1982
Navigation
Coupe de Belgique 1980-1981 Coupe de Belgique 1982-1983
La Coupe de Belgique 1980-1981 est la vingt-sixième édition de l'épreuve.
On enregistre la deuxième victoire en trois éditions pour le THOR Waterschei lors d'une finale contre le K. SV Waregem. Ce match décisif est programmé relativement tôt, soit le 23 mai 1982, en raison de la participation des « Diables Rouges » à la Coupe du monde en Espagne.
Pour avoir une vue d'ensemble de l'épreuve, il ne faut pas oublier qu'avant les 1/32es de finale, quatre tours éliminatoires ont déjà été disputés.

## Fonctionnement - Règlement
La Coupe de Belgique 1981-1982 est jouée par matchs à élimination directe jusqu'au stade des 1/8es de finale. Ensuite les Quarts et les Demi-finales sont joués par rencontres aller/retour. Les équipes de Division 1 et de Division 2 commencent l'épreuve à partir des trente-deuxièmes de finale.
Au total 254 clubs participent à la 27e édition de l'épreuve.
Pour l'édition 81-82, quatre tours préliminaires concernent 222 clubs issus de tous les niveaux inférieurs(dont deux de D2). Au total, les 254 équipes proviennent des divisions suivantes :
- 128 clubs provinciaux
- 60 clubs de Promotion
- 32 clubs de Division 3
- 16 clubs de Division 2
- 18 clubs de Division 1

### Déroulement schématique

#### Tours préliminaires
- TOUR 1: 64 rencontres, 128 clubs des Séries provinciales
  - TOUR 2: 64 rencontres, 64 qualifiés du Tour 1 + les 64 clubs de Promotion de la saison précédente (qui sont têtes de série et ne se rencontrent pas entre eux)
    - TOUR 3: 32 rencontres, 64 qualifiés du Tour 2 (pré-tirage intégral, plus de tête de série)
      - TOUR 4: 32 rencontres, 32 qualifiés du Tour 3 + les 32 clubs de Division 3 de la saison précédente (qui sont têtes de série et ne se rencontrent pas entre eux)

#### Phase finale
- 1/32e de finale : 32 qualifiés du Tour 4, 16 clubs de Division 2 de la saison précédente et 16 clubs de Division 1 de la saison précédente (D1 et D2 sont têtes de série et ne se rencontrent pas entre elles)
  - 1/16e de finale (à partir de ce tour, tirage intégral, plus de têtes de série)
    - 1/8e de finale
      - 1/4 de finale (aller/retour)
        - 1/2 finales (aller/retour)
          - FINALE

### Prolongation - Replay
Lors des 1/32es, des 1/16es de finale et kes1/8es, en cas d'égalité à la fin du temps réglementaire, on joue une prolongation de 2 fois 15 minutes. Si l'égalité persiste, un « replay » est disputé sur le terrain de l'équipe qui s'était initialement déplacé&e. Lors des quarts de finale et des demi-finales, jouées en « aller/retour », les buts inscrits en déplacement sont prépondérants pour départager les égalités. Si au terme de la rencontre « retour », le départage n'est pas fait par le critère « but(s) en déplacement », on dispute une prolongation de 2 fois 15 minutes, suivie d'une éventuelle séance de tirs au but si la parité subsiste.

## Calendrier
Le tirage au sort des quatre tours éliminatoires et des trente-deuxièmes de finale a lieu en juin 1981 au siège de l'URSBSFA.
| Nom                                   | Tirage au sort | Date aller                          | Date retour                         | Équipes participantes | Équipes restantes |
| ------------------------------------- | -------------- | ----------------------------------- | ----------------------------------- | --------------------- | ----------------- |
| Quatrième tour préliminaire           | juin 1980      | 22 et 23 août 1981                  | 22 et 23 août 1981                  | 64                    | 32                |
| Trente-deuxièmes de finale *          | juin 1980      | 28 au 30 août 1981                  | 28 au 30 août 1981                  | 64                    | 32                |
| Seizièmes de finale                   | ???            | 30 octobre 1981 au 21 novembre 1981 | 30 octobre 1981 au 21 novembre 1981 | 32                    | 16                |
| Huitièmes de finale                   | ???            | 3 janvier 1982                      | 3 janvier 1982                      | 16                    | 8                 |
| Quarts de finale                      | ???            | 27 et 28 février 1982               | 10 mars 1982                        | 8                     | 4                 |
| Demi-finales                          | ???            | 11 mai 1982                         | 15 et 16 mai 1982                   | 4                     | 2                 |
| Finale                                | -              | 23 mai 1982                         | 23 mai 1982                         | 2                     | -                 |
| * entrée des clubs de D1 et D2 belges |                |                                     |                                     |                       |                   |

## Légende
|  | Clubs qualifiés pour le tour suivant |
|  | Tenant du trophée                    |

## Trente-deuxièmes de finale

### Participants

#### par Régions
| Régions         | Total | D1 | D2 | D3 | P | Prov' |
| --------------- | ----- | -- | -- | -- | - | ----- |
| Bruxelles       | 3     | 2  | 1  | 0  | 0 | 0     |
| Région flamande | 49    | 14 | 11 | 15 | 7 | 2     |
| Région wallonne | 12    | 2  | 3  | 5  | 2 | 0     |
| TOTAUX          | 64    | 18 | 15 | 20 | 9 | 2     |

#### par Provinces
Toutes les provinces sont représentées par au moins un club. Toutefois, il n'y a aucun représentant de la partie wallonne du Brabant.
| # | Provinces                                                                                               | Total    | Div. 1 | Div. 2  | Div. 3  | Prom    | prov'   |
| - | --- | -------- | ------ | ------- | ------- | ------- | ------- |
| 1 | Province d'Anvers                                                                                       | 13       | 3      | 4       | 2       | 4       | 0       |
| 2 | Province de Brabant Région de Bruxelles-Capitale Province du Brabant flamand Province du Brabant wallon | 10 3 7 0 | 2 2 0  | 3 1 2 0 | 3 0 3 0 | 1 0 1 0 | 1 0 1 0 |
| 3 | Province de Flandre-Occidentale                                                                         | 10       | 4      | 1       | 4       | 0       | 1       |
| 4 | Province de Flandre-Orientale                                                                           | 8        | 3      | 2       | 3       | 0       | 0       |
| 5 | Province de Hainaut                                                                                     | 5        | 0      | 2       | 3       | 0       | 0       |
| 6 | Province de Liège                                                                                       | 5        | 2      | 1       | 2       | 0       | 0       |
| 7 | Province de Limbourg                                                                                    | 11       | 4      | 2       | 3       | 2       | 0       |
| 8 | Province de Luxembourg                                                                                  | 1        | 0      | 0       | 0       | 1       | 0       |
| 9 | Province de Namur                                                                                       | 1        | 0      | 0       | 0       | 1       | 0       |
|   | TOTAUX                                                                                                  | 64       | 18     | 15      | 20      | 9       | 2       |

### Résultats 1/32es
Les matches ont été joués du vendredi 28 au dimanche 30 août 1981. Les équipes de Division 1 et de Division 2 (à l'exception des montants depuis la « Division 3 » qui ont débuté au 4e tour préliminaire), entrent en compétition lors de ce tour.
- 64 clubs pour 32 rencontres.
  - Les deux « petits Poucet » provinciaux (Hoger-Op Merchtem et VK Torhout) se font éliminer avec les honneurs.
  - Double exploit de clubs de Promotion: le Patro Eisden et FC Le Lorrain atteignent les 1/16es de finale.
  - Une équipe de D1 est éliminée d'entrer par une formation de D3.

| Dates        | Niv | N° | Équipe 1                        | Équipe 2                     | Score 90' | Score 120' | Tirs au but |
| 28 août 1981 | T   | 1  | K. SV Waregem (I)               | K. VK Torhout (p-WVl)        | 4-0       |            |             |
| 29 août 1981 | T   | 2  | K. SK Tongeren (I)              | K. SV Bornem (P)             | 3-1       |            |             |
| 29 août 1981 | T   | 3  | R. Union Wallone Ciney (P)      | K. Boom FC (II)              | 0-2       |            |             |
| 29 août 1981 | T   | 4  | Club Brugge KV (I)              | FC Heist Sportief (P)        | 8-0       |            |             |
| 29 août 1981 | T   | 5  | Hoeselt VV (III)                | KV Mechelen (I)              | 0-0       | 0-0        | ?-?         |
| 29 août 1981 | T   | 6  | FC Assent (III)                 | R. FC Liégeois (I)           | 1-2       |            |             |
| 29 août 1981 | T   | 7  | R. Olympic de Montignies (III)  | K. St-Truidense VV (II)      | 0-1       |            |             |
| 29 août 1981 | T   | 8  | KV Oostende (III)               | K. SV Cercle Brugge (I)      | 0-1       |            |             |
| 29 août 1981 | T   | 9  | K. SV Waterschei THOR Genk (I)  | R. FC Hannutois (III)        | 3-0       |            |             |
| 29 août 1981 | T   | 10 | K. Lierse SV (I)                | Bilzerse VV (III)            | 1-1       | 1-1        | ?-?         |
| 29 août 1981 | T   | 11 | SK Beveren (I)                  | K. St-Niklaasse SK (III)     | 3-2       |            |             |
| 29 août 1981 | T   | 12 | R. SC Anderlechtois (I)         | K. FC Herentals (III)        | 4-1       |            |             |
| 29 août 1981 | T   | 13 | K. FC Zwarte Leeuw (P)          | R. FC Sérésien (II)          | 1-2       |            |             |
| 29 août 1981 | T   | 14 | K. VK Tienen (III)              | RWD Molenbeek (I)            | 0-6       |            |             |
| 29 août 1981 | T   | 15 | K. Hoger-Op Merchtem (p-BBt)    | K. Beerschot VAV (II)        | 1-2       |            |             |
| 30 août 1981 | T   | 16 | K. Olympia SC Wijgmaal (P)      | KV Kortrijk (I)              | 0-2       |            |             |
| 30 août 1981 | T   | 17 | K. RC Harelbeke (II)            | R. Union Hutoise FC (III)    | 3-0       |            |             |
| 30 août 1981 | T   | 18 | K. RC Mechelen (II)             | K. FC Verbreodering Geel (P) | 4-1       |            |             |
| 30 août 1981 | T   | 19 | Eendracht Gerhees Oostham (III) | R. Antwerp FC (I)            | 0-2       |            |             |
| 30 août 1981 | T   | 20 | R. AA Louvièroise (II)          | R. US Tournaisienne (III)    | 1-0       |            |             |
| 30 août 1981 | T   | 21 | K. FC Izegem (III)              | K. Beringen FC (I)           | 1-3       |            |             |
| 30 août 1981 | T   | 22 | K. FC Winterslag (I)            | K. FC Eendracht Zele (III)   | 3- 1      |            |             |
| 30 août 1981 | T   | 23 | R. AEC Mons (III)               | Racing Jet Bruxelles (II)    | 1-0       |            |             |
| 30 août 1981 | T   | 24 | K. SV Oudenaarde (II)           | VC Jong Lede (III)           | 1-2       |            |             |
| 30 août 1981 | T   | 25 | K. SK Roeselare (III)           | K. SC Hasselt (II)           | 1-0       |            |             |
| 30 août 1981 | T   | 26 | Patro Eisden (P)                | K. FC Diest (II)             | 2-0       |            |             |
| 30 août 1981 | T   | 27 | K. SC Menen (III)               | K. SC Eendracht Aalst (II)   | 1-2       |            |             |
| 30 août 1981 | T   | 28 | K. Stade Leuven (II)            | R. Standard CL (I)           | 0-2       |            |             |
| 30 août 1981 | T   | 29 | K. Berchem Sport (II)           | SK Bree (P)                  | 4-1       |            |             |
| 30 août 1981 | T   | 30 | K. SC Lokeren (I)               | FC Testelt (III)             | 3-1       |            |             |
| 30 août 1981 | T   | 31 | R. Charleroi SC (II)            | FC Le Lorrain Arlon (P)      | 1-2       |            |             |
| 30 août 1981 | T   | 32 | K. FC Dessel Sport (III)        | K. AA Gent (I)               | 1-5       |            |             |

## Seizièmes de finale

### Participants

#### par Régions
| Régions         | Total | D1 | D2 | D3 | P |
| --------------- | ----- | -- | -- | -- | - |
| Bruxelles       | 2     | 2  | 0  | 0  | 0 |
| Région flamande | 24    | 13 | 7  | 3  | 1 |
| Région wallonne | 6     | 2  | 2  | 1  | 1 |
| TOTAUX          | 32    | 17 | 9  | 4  | 2 |

#### par Provinces
La province de Namur ne compte plus aucun représentant et les seuls Brabançons encore en lice sont des cercles bruxellois. Fait assez rare à ce niveau de l'épreuve, c'est la province de Limbourg qui compte le plus de représentants, notamment grâce à l'exploit d'Eisden.
| # | Provinces                                        | Total | Div. 1 | Div. 2 | Div. 3 | Prom |
| - | ------------------------------------------------ | ----- | ------ | ------ | ------ | ---- |
| 1 | Province d'Anvers                                | 6     | 2      | 4      | 0      | 0    |
| 2 | Province de Brabant Région de Bruxelles-Capitale | 2     | 2 2    | 0 0    | 0 0    | 0 0  |
| 3 | Province de Flandre-Occidentale                  | 6     | 4      | 1      | 1      | 0    |
| 4 | Province de Flandre-Orientale                    | 5     | 3      | 1      | 1      | 0    |
| 5 | Province de Hainaut                              | 2     | 0      | 1      | 1      | 0    |
| 6 | Province de Liège                                | 3     | 2      | 1      | 0      | 0    |
| 7 | Province de Limbourg                             | 7     | 4      | 1      | 1      | 1    |
| 8 | Province de Luxembourg                           | 1     | 0      | 0      | 0      | 1    |
|   | TOTAUX                                           | 32    | 17     | 9      | 4      | 2    |

### Résultats 1/16es
Les matches ont été joués du vendredi 30 octobre 1981 au dimanche 1er novembre 1981. 
- 32 formations pour 16 rencontres.
  - Tombeur du Sporting de Charleroi au tour précédent, Le Lorrain Arlon ne peut rien à Winterslag. Par contre, le Patro Eisden continue d'étonne avec une qualification pour les Huitièmes de finale.
  - S'il n'y a plus aucun club de « D3 », quatre formations de l'antichambre de l'élite poursuivent leur parcours.
  - Deux autres résultats attirent l'attention. D'une part, l'ample victoire d'Anderlecht contre un Club Brugeois qui n'est vraiment pas au mieux cette saison (les Blauw 'n Zwart terminent à la 14e place finale en championnat). D'autre part, l'élimination du tenant du trophée, le Standard, par un cercle de « Division 2 ».
  - Tous les clubs hennuyers, liégeois et luxembourgeois sont éliminés.

| Dates             | Niv | N° | Équipe 1                       | Équipe 2                   | Score 90' | Score 120' | Tirs au but |
| 30 octobre 1981   | S   | 1  | K. FC Winterslag (I)           | FC Le Lorrain Arlon (P)    | 6-0       |            |             |
| 31 octobre 1981   | S   | 2  | KV Kortrijk (I)                | K. SK Tongeren (I)         | 0-1       |            |             |
| 31 octobre 1981   | S   | 3  | SK Beveren (I)                 | Hoeselt VV (III)           | 2-1       |            |             |
| 31 octobre 1981   | S   | 4  | R. AA Louvièroise (II)         | RWD Molenbeek (I)          | 0-2       |            |             |
| 31 octobre 1981   | S   | 5  | K. Beerschot VAV (II)          | R. AEC Mons (III)          | 2-1       |            |             |
| 31 octobre 1981   | S   | 6  | K. Boom FC (II)                | K. SC Lokeren (I)          | 0-1       |            |             |
| 31 octobre 1981   | S   | 7  | K. St-Truidense VV (II)        | K. SK Roeselare (III)      | 1-0       |            |             |
| 31 octobre 1981   | S   | 8  | K. SV Waterschei THOR Genk (I) | R. FC Sérésien (II)        | 3-1       |            |             |
| 1er novembre 1981 | S   | 9  | VC Jong Lede (III)             | K. SV Waregem (I)          | 0-1       |            |             |
| 1er novembre 1981 | S   | 10 | K. AA Gent (I)                 | R. Antwerp FC (I)          | 2-2       |            |             |
| 1er novembre 1981 | S   | 11 | K. Beringen FC (I)             | K. SV Cercle Brugge (I)    | 1-5       |            |             |
| 1er novembre 1981 | S   | 12 | K. Lierse SV (I)               | K. SC Eendracht Aalst (II) | 3-0       |            |             |
| 1er novembre 1981 | S   | 13 | K. RC Harelbeke (II)           | R. Standard CL (I)         | 2-1       |            |             |
| 1er novembre 1981 | S   | 14 | R. SC Anderlechtois (I)<       | Club Brugge KV (I)         | 5-0       |            |             |
| 1er novembre 1981 | S   | 15 | K. RC Mechelen (II)            | Patro Eisden (P)           | 1-3       |            |             |
| 1er novembre 1981 | S   | 16 | K. Berchem Sport (II)          | R. FC Liégeois (I)         | 3-1       |            |             |

## Huitièmes de finale

### Participants

#### par Régions
Dès les 1/8es de finale, plus aucun club wallon !
| Régions         | Total | D1 | D2 | P |
| --------------- | ----- | -- | -- | - |
| Bruxelles       | 2     | 2  | 0  | 0 |
| Région flamande | 14    | 9  | 4  | 1 |
| TOTAUX          | 16    | 11 | 4  | 1 |

#### par Provinces
| # | Provinces                                        | Total | Div. 1 | Div. 2 | Prom |
| - | ------------------------------------------------ | ----- | ------ | ------ | ---- |
| 1 | Province d'Anvers                                | 4     | 2      | 2      | 0    |
| 2 | Province de Brabant Région de Bruxelles-Capitale | 2     | 2 2    | 0 0    | 0 0  |
| 3 | Province de Flandre-Occidentale                  | 3     | 2      | 1      | 0    |
| 4 | Province de Flandre-Orientale                    | 2     | 2      | 0      | 0    |
| 7 | Province de Limbourg                             | 5     | 3      | 1      | 1    |
|   | TOTAUX                                           | 16    | 11     | 4      | 1    |

### Résultats 1/8es
Les matches ont été joués le dimanche 3 janvier 1982. 
- 16 clubs pour 8 rencontres. Par rapport aux classements et aux principales forces de l'époque, le tirage au sort ne fournit aucune « grosse affiche ».
  - Incroyable « Patro » qui atteint les Quarts de finale en remportant un derby limbourgeois.
  - Pour la 2e édition de suite, Waterschei élimine le R. SC Anderlechtois.
  - Les quatre derniers rescapés de « D2 » sont tous sortis.

| Dates          | Niv | N° | Équipe 1                       | Équipe 2                | Score 90' | Score 120' | Tirs au but |
| 3 janvier 1982 | H   | 1  | K. SK Tongeren (I)             | K. Beerschot VAV (II)   | 4-1       |            |             |
| 3 janvier 1982 | H   | 2  | Patro Eisden (P)               | K. St-Truidense VV (II) | 3-1       |            |             |
| 3 janvier 1982 | H   | 3  | K. SV Waterschei THOR Genk (I) | R. SC Anderlechtois (I) | 3-1       |            |             |
| 3 janvier 1982 | H   | 4  | K. SV Cercle Brugge (I)        | K. Lierse SV (I)        | 1-2       |            |             |
| 3 janvier 1982 | H   | 5  | RWD Molenbeek (I)              | K. SC Lokeren (I)       | 0-3       |            |             |
| 3 janvier 1982 | H   | 6  | K. SV Waregem (I)              | K. Berchem Sport (II)   | 1-0       |            |             |
| 3 janvier 1982 | H   | 7  | K. RC Harelbeke (II)           | R. Antwerp FC (I)       | 1-1       | 1-2        |             |
| 3 janvier 1982 | H   | 8  | SK Beveren (I)                 | K. FC Winterslag (I)    | 4-0       |            |             |

## Quarts de finale

### Participants
Avec l'élimination des deux clubs bruxellois, la Coupe de Belgique 81-82 se termine entre Néerlandophones dès les Quarts de finale.

#### par Régions
| Régions         | Total | D1 | P |
| --------------- | ----- | -- | - |
| Région flamande | 8     | 7  | 1 |
| TOTAUX          | 8     | 7  | 1 |

#### par Provinces
| # | Provinces                       | Total | Div. 1 | Prom |
| - | ------------------------------- | ----- | ------ | ---- |
| 1 | Province d'Anvers               | 2     | 2      | 0    |
| 3 | Province de Flandre-Occidentale | 1     | 1      | 0    |
| 4 | Province de Flandre-Orientale   | 2     | 2      | 0    |
| 7 | Province de Limbourg            | 3     | 2      | 1    |
|   | TOTAUX                          | 8     | 7      | 1    |

### Résultats Quarts de finale
Les matchs « aller » sont joués les 27 et 28 février 1982, alors que les « retour » se disputent le mercredi 10 mars 1982.
- 8 clubs pour  4 rencontres « aller/retour »
  - Fin de la belle aventure pour le Patro Eisden avec deux cours et très honorables revers.
  - Un derby waeslandien passionnant et épique tombe dans l'escarcelle de Beveren après une séance de tirs au but intense.

| Dates           | Niv | N°  | Équipe 1                       | Équipe 2                       | Score 90' | Score 120' | Tirs au but |
| 27 février 1982 | Q   | 1 A | K. SV Waterschei THOR Genk (I) | K. Lierse SV (I)               | 3-1       |            |             |
| 10 mars 1982    | Q   | 1 R | K. Lierse SV (I)               | K. SV Waterschei THOR Genk (I) | 1-2       |            |             |
| 28 février 1982 | Q   | 2 A | SK Beveren (I)                 | K. SC Lokeren (I)              | 1-0       |            |             |
| 10 mars 1982    | Q   | 2 R | K. SC Lokeren (I)              | SK Beveren (I)                 | 1-0       | 1-0        | 4-5         |
| 28 février 1982 | Q   | 3 A | K. SK Tongeren (I)             | R. Antwerp FC (I)              | 0-2       |            |             |
| 10 mars 1982    | Q   | 3 R | R. Antwerp FC (I)              | K. SK Tongeren (I)             | 3-0       |            |             |
| 28 février 1982 | Q   | 4 A | Patro Eisden (P)               | K. SV Waregem (I)              | 1-2       |            |             |
| 10 mars 1982    | Q   | 4 R | K. SV Waregem (I)              | Patro Eisden (P)               | 2-0       |            |             |

## Demi-finales

### Participants

#### par Régions
| Régions         | Total | D1 |
| --------------- | ----- | -- |
| Région flamande | 4     | 4  |
| TOTAUX          | 4     | 4  |

#### par Provinces
Quatre clubs, quatre provinces...
| # | Provinces                       | Total | Div. 1 |
| - | ------------------------------- | ----- | ------ |
| 1 | Province d'Anvers               | 1     | 1      |
| 3 | Province de Flandre-Occidentale | 1     | 1      |
| 4 | Province de Flandre-Orientale   | 1     | 1      |
| 7 | Province de Limbourg            | 1     | 1      |
|   | TOTAUX                          | 4     | 4      |

### Résultats Demi-finales
Les demi-finales « aller » sont jouées le mardi mardi 11 mai 1982, tandis que les parties « retour » ont lieu le samedi 15 et le dimanche 16 mai 1982.
- 4 équipes pour deux rencontres « aller/retour »
  - Mystères et surprises de la Coupe ! En regard des prestations et classement en championnat, la logique voulait que l'Antwerp (5e) et Beveren (7e) se retrouvent en finale. En définitive se sont leurs adversaires - (Waterschei 9e et Waregem 12e) - qui se disputent le trophée...

| Dates       | Niv | N°  | Équipe 1                       | Équipe 2                       | Score 90' | Score 120' | Tirs au but |
| 11 mai 1982 | D   | 1A  | K. SV Waterschei THOR Genk (I) | SK Beveren (I)                 | 1-0       |            |             |
| 15 mai 1982 | D   | 1 R | SK Beveren (I)                 | K. SV Waterschei THOR Genk (I) | 3-2 e     |            |             |
| 11 mai 1982 | D   | 2 A | R. Antwerp FC (I)              | K. SV Waregem (I)              | 1-1       |            |             |
| 16 mai 1982 | D   | 2 R | K. SV Waregem (I)              | R. Antwerp FC (I)              | 2-0       |            |             |

- e = qualification en raison du plus grand nombre de buts inscrits en déplacement !

## Finale
| K. SV Waregem |

| THOR Waterschei |

| K. SV Waregem |

| THOR Waterschei |

| K. SV Waregem :              |   |                    |     |     |
|                              |   |                    |     |     |
| Gardien de but               | 1 | Wim De Coninck     |     |     |
| ArD                          |   | Erwin Denorme      |     |     |
| ArC                          |   | Hendrik Michielsen |     |     |
| ArC                          |   | Luc Millecamps     |     |     |
| ArG                          |   | Hans Loovens       | 77e |     |
| Mil                          |   | Marc Millecamps    |     |     |
| Mil                          |   | Francky Dekenne    |     | 46e |
| Mil                          |   | József Mucha       |     |     |
| Mil                          |   | Carlos De Coninck  |     | 68e |
| Att                          |   | Philippe Desmet    |     |     |
| Att                          |   | Danny Veyt         |     |     |
| Remplaçants :                |   |                    |     |     |
| Mil                          |   | Hervé Delesie      |     | 46e |
| Att                          |   | Juan Verdugo       |     | 68e |
| Entraîneur : Sándor Popovics |   |                    |     |     |
|                              |   |                    |     |     |

| THOR Waterschei :           |   |                   |  |
|                             |   |                   |  |
| Gardien de but              | 1 | Klaus Pudelko     |  |
| ArD                         |   | Aimé Coenen       |  |
| ArC                         |   | Herman Houben     |  |
| ArC                         |   | Pierre Plessers   |  |
| ArG                         |   | Rudi Vanhengel    |  |
| Mil                         |   | Willy Vliegen     |  |
| Mil                         |   | Roland Janssen    |  |
| Mil                         |   | Tony Bialousz     |  |
| Mil                         |   | Pier Janssen      |  |
| Att                         |   | Heinz Gründel     |  |
| Att                         |   | Larus Gudmundsson |  |
| Remplaçants :               |   |                   |  |
| Entraîneur : Ernst Künnecke |   |                   |  |
|                             |   |                   |  |

## Archives